# Pelegrina
Genre
Pelegrina est un genre d'araignées aranéomorphes de la famille des Salticidae.

## Répartition
Les espèces de ce genre se rencontrent en Amérique du Nord, en Amérique centrale et aux Antilles.

## Description
Le céphalothorax est modérément élevé. La partie céphalique est plate ou très peu penchée en avant et moins penchée que la partie thoracique. La partie thoracique débute au niveau céphalique puis descend assez vite. Au début de la partie thoracique, il y a une dépression en forme de fossette à l'intérieur de laquelle une strie très petite et très peu profonde est présente. Le clypéus, poilu, est aussi élevé que la moitié du diamètre d'un œil médian antérieur. Les chélicères sont courbes sortant d'abord horizontalement puis verticalement. Le sternum est largement tronqué devant de sorte que les deux premières hanches (coxa) ne cachent pas la lèvre qui est plus large que haute.
La ligne oculaire antérieure est légèrement recourbée. Les yeux de la seconde rangée sont plus près des yeux latéraux antérieurs que ceux de la troisième rangée. Le quadrilatère oculaire est beaucoup plus large que long et un peu plus arqué derrière que devant.
Les pattes de la première paire sont les plus robustes mais pas les plus longues. Les tibias présentent trois épines inférieures et les métatarses deux inférieures. Les pattes de la quatrième paire sont plus longues que celles de la troisième paire avec trois épines inférieures, deux apicales, une externe sub-basale, toutes faibles, et deux épines internes latérales très faibles sur les tibias. Les métatarses présentent quatre épines apicales en verticille et une épine inférieure médiane externe.
Chez le mâle les palpes sont couverts de nombreux longs poils blancs.
L'abdomen est ovale et strié au-dessus par trois bandes longitudinales châtaigne, très dentelées avec des dents très inégales. La bande du milieu est bordée par deux autres bandes claires dentelées, qui, avant d'atteindre les filières, offrent une dent oblique et arquée beaucoup plus grande que les autres. Chacune des deux autres bandes châtaigne est accompagnée d'un autre bande extérieure blanchâtre. Parfois, les dessins sont très délavés.

## Liste des espèces
Selon World Spider Catalog (version 18.0, 2/05/2017) :
- Pelegrina aeneola (Curtis, 1892)
- Pelegrina arizonensis (Peckham & Peckham, 1901)
- Pelegrina balia Maddison, 1996
- Pelegrina bicuspidata (F. O. Pickard-Cambridge, 1901)
- Pelegrina bunites Maddison, 1996
- Pelegrina chaimona Maddison, 1996
- Pelegrina chalceola Maddison, 1996
- Pelegrina clavator Maddison, 1996
- Pelegrina clemata (Levi & Levi, 1951)
- Pelegrina dithalea Maddison, 1996
- Pelegrina edrilana Maddison, 1996
- Pelegrina exigua (Banks, 1892)
- Pelegrina flaviceps (Kaston, 1973)
- Pelegrina flavipes (Peckham & Peckham, 1888)
- Pelegrina furcata (F. O. Pickard-Cambridge, 1901)
- Pelegrina galathea (Walckenaer, 1837)
- Pelegrina helenae (Banks, 1921)
- Pelegrina huachuca Maddison, 1996
- Pelegrina insignis (Banks, 1892)
- Pelegrina kastoni Maddison, 1996
- Pelegrina montana (Emerton, 1891)
- Pelegrina morelos Maddison, 1996
- Pelegrina neoleonis Maddison, 1996
- Pelegrina ochracea (F. O. Pickard-Cambridge, 1901)
- Pelegrina orestes Maddison, 1996
- Pelegrina pallidata (F. O. Pickard-Cambridge, 1901)
- Pelegrina peckhamorum (Kaston, 1973)
- Pelegrina pervaga (Peckham & Peckham, 1909)
- Pelegrina proterva (Walckenaer, 1837)
- Pelegrina proxima (Peckham & Peckham, 1901)
- Pelegrina sabinema Maddison, 1996
- Pelegrina sandaracina Maddison, 1996
- Pelegrina tillandsiae (Kaston, 1973)
- Pelegrina tristis Maddison, 1996
- Pelegrina variegata (F. O. Pickard-Cambridge, 1901)
- Pelegrina verecunda (Chamberlin & Gertsch, 1930)
- Pelegrina volcana Maddison, 1996
- Pelegrina yucatecana Maddison, 1996

## Dénomination
Le genre Pelegrina a été nommé et décrit par le zoologiste espagnol Pelegrin Franganillo Balboa en 1930 avec pour espèce type Pelegrina geniculata (Pelegrina proxima).

## Publication originale
- Franganillo, P. 1930 : Arácnidos de Cuba: Mas arácnidos nuevos de la Isla de Cuba. Memorias del Instituto Nacional de Investigaciones Científicas, vol. 1, p. 47-99.